# 大チャクリー勲章
大チャクリー勲章（Order of the Royal House of Chakri）は、1882年にラーマ5世によって、バンコク遷都100周年とそれを実施したチャクリー王朝創始のラーマ1世を記念し創始されたタイ王国の勲章。正式名称はเครื่องขัตติยราชอิสริยาภรณ์อันมีเกียรติคุณรุ่งเรืองยิ่งมหาจักรีบรมราชวงศ์, 英語では The Most Illustrious Order of the Royal House of Chakri, なお略称はม.จ.ก.。
タイ王国において、最高位のラーチャミトラーポーン勲章に次ぐ二番目に高位の勲章である。
ラーマ1世直系の王族とその妃に対して授与される。また外国の国王クラスの国家元首の妃に対しても授与される。
この勲章には特に等級はない。

## 存命受章者

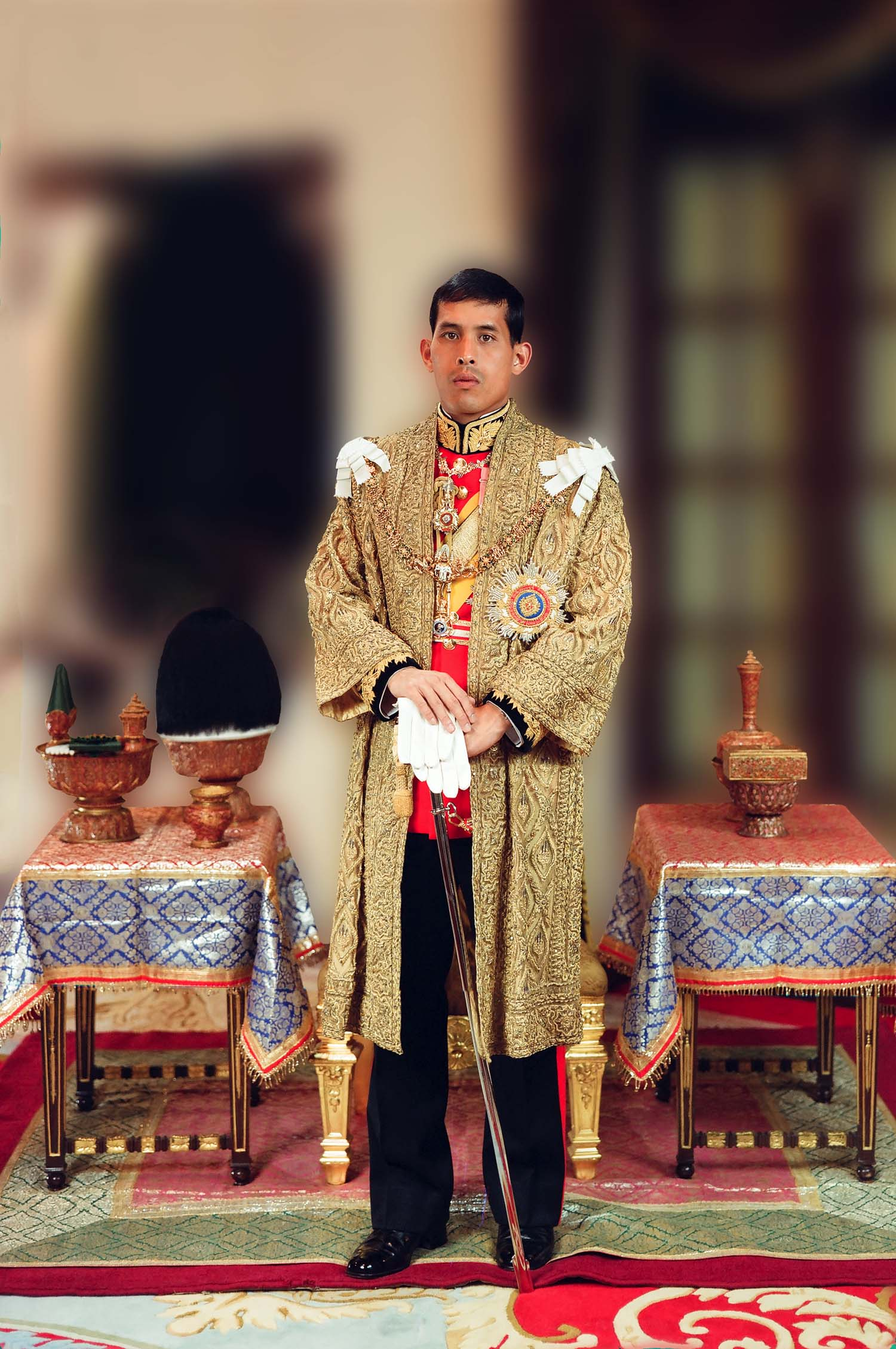
大チャクリー勲章を着用したラーマ10世

（2022年12月現在）

### タイ人
| 名前                             | 受章年月日                   | 備考 |
| -------------------------------- | ---------------------------- | ---- |
| シリキット王妃                   | 1950年（仏暦2493年）4月28日  |      |
| ウボンラット王女                 | 1961年（仏暦2504年）12月6日  |      |
| ワチラーロンコーン王子           | 1965年（仏暦2508年）12月4日  |      |
| シリントーン王女                 | 1971年（仏暦2514年）12月14日 |      |
| チュラポーン王女                 | 1974年（仏暦2517年）5月27日  |      |
| ソームサワリー妃                 | 1977年（仏暦2520年）1月3日   |      |
| スティダー王妃                   | 2019年（仏暦2562年）5月1日   |      |
| パッチャラキッティヤパー王女     | 2019年（仏暦2562年）5月5日   |      |
| シリワンナワリーナーリー王女     | 2019年（仏暦2562年）5月5日   |      |
| ティパンコーンラッサミチョト王子 | 2019年（仏暦2562年）5月5日   |      |

### 外国人
| 氏名                       | 国名       | 授与日                       | 備考 |
| -------------------------- | ---------- | ---------------------------- | ---- |
| マルグレーテ王女           | デンマーク | 1960年（仏暦2503年）9月6日   |      |
| ハーラル王太子             | ノルウェー | 1960年（仏暦2503年）9月19日  |      |
| オラニエ女公ベアトリクス   | オランダ   | 1960年（仏暦2503年）10月24日 |      |
| 皇太子明仁                 | 日本       | 1963年（仏暦2506年）5月27日  |      |
| 皇太子妃美智子             | 日本       | 1963年（仏暦2506年）5月27日  |      |
| ファラー・パフラヴィー皇后 | イラン帝国 | 1968年（仏暦2511年）1月22日  |      |
| フアン・カルロス1世国王    | スペイン   | 2006年（仏暦2549年）2月22日  |      |
| ソフィア王妃               | スペイン   | 2006年（仏暦2549年）2月22日  |      |